# Zenaida meloda
Zenaida meloda là một loài chim trong họ Columbidae.